# كارل بيرنر
كارل بيرنر (بالدنماركية: Carl Berner)‏ هو مجدف دنماركي، ولد في 27 فبراير 1913 في كوبنهاغن في الدنمارك، وتوفي في 30 أكتوبر 2003 في Hørsholm ‏ في الدنمارك.

## وصلات خارجية
- كارل بيرنر على موقع الاتحاد الدولي للتجديف (الإنجليزية)
- كارل بيرنر على موقع أوليمبيديا (الإنجليزية)